# Andrés Calero
Andrés Calero Bilbao (Erandio, Vizcaya, 16 de octubre de 1906 - 23 de enero de 1967) fue un futbolista español que jugaba como delantero.
El 17 de febrero de 1929 se convirtió en el tercer futbolista del Athletic Club, tras Carmelo y Lafuente, en marcar gol en el primer partido de Liga disputado en San Mamés.

## Trayectoria
Andrés comenzó su carrera como futbolista en las filas del Acero de Olabeaga en 1925. Dos años más tarde, en 1927, fichó por el Athletic Club. En su primera temporada en el club rojiblanco logró diez goles entre Copa del Rey y Campeonato Regional. En 1929 fue uno de los integrantes de la primera plantilla del Athletic en la historia de Primera División. En el primer partido de Liga en San Mamés anotó un doblete, que sirvió para golear al RCD Espanyol (9-0). En el segundo encuentro liguero disputado en San Mamés, cerró la victoria frente al CE Europa (2-0). Tras jugar en las cinco primeras jornadas de la historia de La Liga, desapareció del once inicial en favor de Chirri II. Al término de la temporada se marchó del club vasco que, además, se reforzó con tres delanteros que marcarían una época doradaː Bata, Gorostiza y un jovencísimo José Iraragorri. Ellos tres formaron, junto a Lafuente y Chirri II, la primera gran delantera histórica del Athletic Club.Así pues, de cara a la temporada 1929-30 se incorporó al Deportivo Alavés de Segunda División, con el que anotó seis goles y ascendió a Primera División.
En las siguientes dos temporadas fue jugador del Arenas Club en Primera División, con el que logró trece tantos en la máxima categoría, siendo uno de sus principales goleadores.Después continuó su carrera en el Club Deportivo Logroño, ya en Tercera División. En 1934 se incorporó al Levante Fútbol Club de Segunda División, con el que conquistó la Copa de la España Libre en julio de 1937. Dicho título no fue reconocido oficialmente hasta 2023 por la RFEF.Tras finalizar la guerra civil española en 1939, jugó una temporada en el Unión Deportiva Levante-Gimnástico (UDELAGE) de Segunda División, que fue el club resultante de la fusión del Levante FC y del Gimnástico FC en agosto de 1939.

## Clubes
| Club                   | País   | Año       |
| ---------------------- | ------ | --------- |
| Acero de Olabeaga      | España | 1925-1927 |
| Athletic Club          | España | 1927-1929 |
| Deportivo Alavés       | España | 1929-1930 |
| Arenas Club            | España | 1930-1932 |
| Club Deportivo Logroño | España | 1932-1934 |
| Levante Fútbol Club    | España | 1934-1937 |
| Levante Gimnástico     | España | 1939-1940 |

## Palmarés
| Título                         | Club                | País   | Año  |
| ------------------------------ | ------------------- | ------ | ---- |
| Campeonato Regional de Vizcaya | Athletic Club       | España | 1928 |
| Campeonato Regional de Vizcaya | Athletic Club       | España | 1929 |
| Copa de la España Libre        | Levante Fútbol Club | España | 1937 |